# La Roche VF
La Roche Vendée Football là một đội bóng đá Pháp có trụ sở tại La Roche-sur-Yon, Vendée, Pháp.

## Lịch sử
Câu lạc bộ được thành lập vào năm 1947 và thi đấu tại Stade Henri Desgranges trong thị trấn.

## Huấn luyện viên đáng chú ý
- Thierry Bonalair
- Lionel Duarte
- Christian Dupont
- Jocelyn Gourvennec
- Christian Letard
- Joachim Marx
- Sébastien Migné
- Vincent Rautureau